# Ana Comneno Ducas
Ana Comneno Ducas (fallecida el 4 de enero de 1286), conocida en francés como Inés, fue la princesa consorte del Principado de Acaya entre 1258 y 1278.
Era la hija del gobernante de Epiro, Miguel II Comneno Ducas, y su esposa, Teodora. En 1258, se casó con el príncipe de Acaya, Guillermo II de Villehardouin, en Patras, mientras su hermana Helena se casó con Manfredo de Hohenstaufen, rey de Sicilia. Estos matrimonios eran parte de una alianza dirigida contra el Imperio de Nicea, cuya expansión amenazaba los intereses del gobernante epirota, que reclamaba la herencia imperial bizantina para sí mismo, y la misma existencia de los estados latinos de Grecia. La maniobra diplomática y militar que siguió llevó a la eventual derrota de la alianza epirota-latina en la batalla de Pelagonia en 1259.
Ana, fue la tercera esposa de Guillermo. Guillermo no tuvo hijos con sus dos primeras esposas, pero Ana le dio dos hijas, Isabel y Margarita. Después de la muerte de Guillermo II en 1278, ya que no tenía hijos, y de acuerdo con el Tratado de Viterbo el título principesco pasó al rey de Sicilia, Carlos de Anjou, Ana heredo el dominio patrimonial de los Villehardouins, la Baronía de Kalamata, y la fortaleza de Chlemoutsi, que había recibido como dote de Guillermo. También fue tutora de su hija menor Margarita, mientras que Isabel había estado casada con el hijo de Carlos Felipe y fue a Italia, donde permaneció incluso después de que su esposo muriera en 1277.
En 1280, Ana se casó por segunda vez, con el rico señor de la mitad de Tebas, Nicolás II de Saint Omer. Esto preocupó al rey Carlos, ya que se sentía incómodo al ver Chlemoutsi , el castillo fuerte de Acaya, y Kalamata, donde algunas de las tierras más fértiles del principado estaban localizados, en manos de un vasallo ya poderoso. Por lo tanto, después de las negociaciones, en 1282 Ana intercambio sus posesiones con las tierras de Mesenia. El matrimonio de Ana con Nicolás no tuvo hijos, y murió el 4 de enero de 1286, siendo enterrada al lado de su primer marido en la iglesia de Santiago en Andravida.